# Zaus spinatus
Zaus spinatus är en kräftdjursart som beskrevs av Harry D.S. Goodsir 1845. Zaus spinatus ingår i släktet Zaus och familjen Harpacticidae. Arten är reproducerande i Sverige.

## Underarter
Arten delas in i följande underarter:
- Z. s. hopkinsi
- Z. s. spinatus